# Отрадная, Евгения Сергеевна
Евгения Сергеевна Отрадная (Женя Отрадная; род. 13 марта 1986, Краснотурьинск, Свердловская область, СССР) — российская певица, киноактриса и актриса дубляжа. Наиболее известна по композиции «Уходи (и дверь закрой)».

## Биография
Родилась 13 марта 1986 года в Краснотурьинске Свердловской области. В возрасте 7 лет начала заниматься во Дворце Культуры металлургов и вскоре стала выступать в составе шоу-группы «Фараоны».
В ноябре 1995 выступила на итальянском детском фестивале «Золотая Монета» (Zecchino d'Oro) и стала единственной победительницей из России в его истории.
В 2003 году Отрадная вместе с родителями, братом и сестрой уехала в город Таганрог. Здесь получает профессиональное образование на дирижёрско-хоровом факультете Таганрогского музыкального колледжа.
В 2005 году Женя Отрадная приехала сначала на кастинг в город Саратов, а затем в Москву – на отборочный тур «Секрета успеха», телевизионного конкурса на канале «Россия-1». Она прошла отбор и стала одной из 9 участников проекта. Наставником у Отрадной была Катерина фон Гечмен-Вальдек. Женя прошла в финал конкурса, заняла второе место, уступив Владимиру Саповскому.
После конкурса Отрадная осталась в Москве, заключила несколько контрактов. У Жени Отрадной началась активная концертная и гастрольная деятельность, работа над записью альбома и подготовка к новым музыкальным соревнованиям.
Летом 2007 года Отрадная приняла участие в телевизионном конкурсе на Первом канале – «Пять звезд» в Сочи. Певица завоевала второе место, уступив дуэту Потапа и Насти Каменских
В 2008 году вышел дебютный сольный альбом «Давай сбежим». В него вошло 17 композиций, среди которых – «Уходи» (в трех вариантах).
В том же году Женя приняла участие в российском национальном отборе Евровидения, на котором заняла третье место.
В 2009-2010 годах артистка получила несколько приглашений на киносъемки. Она снялась в двух эпизодических ролях, а также сыграла саму себя в фильме Сергея Соловьева «Одноклассники». Картина была показана на кинофестивале «Зеркало» в городе Иваново, где её представляли Евгения Отрадная и звукорежиссер Евгений Горяинов. Уже через три месяца они поженились.
В 2009 году приняла участие на ежегодном фестивале песни «Песня-2009» и спела песню «Одинокое сердце».
Весной 2010 года в Лужниках состоялся концерт «Звуковая дорожка МК», на котором вручались одноимённые премии. Женя Отрадная приняла участие и представила новую композицию «Типа любовь». В этом же году весеннее мероприятие организовало и «Радио Дача». Местом проведения был СК «Олимпийский». На выступлении певица презентовала хит «Оревуар».
Выступает в жанре поп-музыки. В 2014—2015 годах являлась солисткой рок-группы «110volt», с которой в 2015 году принимала участие в телеконкурсе «Главная сцена».
Стала видеоблогером. Обучалась в РГГУ на факультете истории искусств. Получила диплом бакалавра искусств.
Исполнила песню «Звенит январская вьюга» для фильма «Про любовь. Только для взрослых».

## Семья
Мать — Татьяна Александровна Отрадных, отец — Сергей Отрадных, воевал в Афганистане.
Муж — Евгений Горяинов, звукорежиссёр, встретились в Иваново, на съемках фильма Сергея Соловьева «Одноклассники». Дочери — Антонина (род. 2011) и Лидия (род. 2013).

## Альбомы

### Сольно
- 2008 — Давай сбежим[6]

## Синглы
- Одинокое сердце (Новая версия 2023)
- Ракета
- Ранена
- Губы
- Стать мужчиной
- Звенит январская вьюга
- Типа любовь
- Оревуар
- Не снись мне
- Одинокое сердце
- Облака плывут в Москву
- Москва (feat. RusKey)

## Фильмография

### Роли в кино
- 2009 — Принцесса и нищенка — певица
- 2009 — Брачный контракт (15-я серия «Танцы под итальянцев») — Алёна
- 2010 — Одноклассники — Женя Отрадная (камео)

### Дубляж

#### Фильмы

##### Эшли Тисдейл
- 2006 — Классный мюзикл — Шарпей Эванс[7][8]
- 2007 — Классный мюзикл 2 — Шарпей Эванс[7][8]
- 2008 — Классный мюзикл: Выпускной — Шарпей Эванс[9][10][11]
- 2011 — Шикарное приключение Шарпей — Шарпей Эванс[12][13]

##### Другие фильмы
- 2019 — Песнь древа — Бегимай (Салтанат Бакаева)[14]

#### Мультфильмы
- 2019 — Клара и волшебный дракон — Клара[14]